# Alban Lafont
Alban Lafont (Ouagadougou, 23 januari 1999) is een Frans–Burkinees voetballer die als doelman speelt. Hij tekende in juli 2018 een contract tot medio 2023 bij Fiorentina, dat circa € 8.500.000,- voor hem betaalde aan Toulouse.

## Clubcarrière
Lafont werd geboren in de Burkinese hoofdstad Ouagadougou. Op jonge leeftijd trok hij naar Frankrijk, waar hij in de jeugd voor Toulouse voetbalde. Op 28 november 2015 gunde coach Dominique Arribagé na mindere prestaties van Ali Ahamada en Mauro Goicoechea de zestienjarige doelman een basisplaats in het competitieduel tegen OGC Nice. Lafont hield zijn netten schoon en hielp Toulouse mee aan een 2–0 overwinning.

## Clubstatistieken
| Seizoen     | Club        | Competitie  | Competitie | Competitie | Beker | Beker | Internationaal | Internationaal | Totaal | Totaal |
| Seizoen     | Club        | Competitie  | Wed.       | Dlp.       | Wed.  | Dlp.  | Wed.           | Dlp.           | Wed.   | Dlp.   |
| ----------- | ----------- | ----------- | ---------- | ---------- | ----- | ----- | -------------- | -------------- | ------ | ------ |
| 2015/16     | Toulouse    | Ligue 1     | 24         | 0          | 0     | 0     | —              | —              | 24     | 0      |
| 2016/17     | Toulouse    | Ligue 1     | 36         | 0          | 2     | 0     | —              | —              | 38     | 0      |
| 2017/18     | Toulouse    | Ligue 1     | 38         | 0          | 4     | 0     | —              | —              | 42     | 0      |
| Club totaal | Club totaal | Club totaal | 98         | 0          | 6     | 0     | 0              | 0              | 104    | 0      |
| 2018/19     | Fiorentina  | Serie A     | 34         | 0          | 4     | 0     | —              | —              | 38     | 0      |
| Club totaal | Club totaal | Club totaal | 34         | 0          | 4     | 0     | 0              | 0              | 38     | 0      |

Bijgewerkt t/m 27 mei 2019

## Interlandcarrière
Lafont maakte deel uit van verschillende Franse nationale jeugdselecties. Hij nam met Frankrijk –20 deel aan het WK –20 van 2017.